# Agró ventreblanc
L'agró ventreblanc (Ardea insignis) és una espècie d'ocell de la família dels ardèids (Ardeidae) propi de zones properes a l'Himàlaia, habita pantans i aiguamolls a turons del nord-est de l'Índia, el Nepal, Sikkim, Bhutan, nord de Bangladesh i Myanmar.